# Monte de Santa Luzia
El Monte de Santa Luzia està situat a 5 km al nord del nucli de Viana do Castelo. Al capdamunt hi ha el santuari del Sagrat Cor de Jesús de Santa Luzia. S'hi pot accedir amb cotxe o en telefèric.
La basílica, que es va completar l'any 1926, segueix el model delSacré Coeur de París. És un lloc de pelegrinatge i l'escarpada ascensió per l'escala monumental que conduïx al temple es veu compensada per les magnífiques vistes de la vall del riu Lima, de l'oceà, i de la ciutat.
Les ruïnes, molt prop del santuari, recorden que hi havia hagut un poblat fortificat a l'edat del Ferro. La Citânia de Santa Luzia, tal com s'anomena, està format per cases de planta circular, el·líptica i rectangular, protegides per un recinte emmurallat. Actualment es conserven les restes de les cases i part de les seves muralles. Està classificada des de l'any 1926 com Monument Nacional.